# やぐら嵐
『やぐら嵐』（やぐらあらし）は、ビッグ錠による日本の漫画作品。相撲を題材とした漫画。『週刊少年キング』（少年画報社）にて1972年から1973年にかけて連載された。主人公嵐三吉が上京して弱小相撲部屋に入門し、前相撲で初土俵を踏み、親方との死別、ライバル醍醐剛との激闘を経て序二段で優勝するまでが描かれた。主なストーリーの舞台は連載時期と同じ1972年。夏場所（三吉の初土俵はその前の春場所）から九州場所までの1年弱となっており、史実での名古屋場所における高見山の平幕優勝や、九州場所での琴桜の復活優勝なども連動して描かれている。
単行本は雑誌連載終了後の1976年に永岡書店より、ナガオカコミックスとして全5巻が発売された。2021年現在紙媒体は絶版だが、「ebook」や「booklive」などで電子書籍版が配信されている。電子版では第1巻冒頭や最終第5巻ラストでの主人公嵐三吉の読者へのメッセージや、各巻冒頭でのあらすじ等はカットされている場合がある。

## あらすじ
大相撲夏場所千秋楽。まわしを締めながら息を切らせて国技館へ向け疾走する若い力士がいた。名を生駒部屋の「嵐 三吉（あらし さんきち）」。序ノ口力士であるが、うっかり寝坊してしまい、このままでは不戦敗になってしまうため急いでいたのである。たまたま居合わせた初老の警官による交通整理のおかげで取り組みには間に合ったものの、全勝力士、黒岩に敗れる。前相撲で初土俵を踏んだ先場所は、小さな体格ながら連勝で前相撲、本中を突破、今場所は新序として初めて番付に名前が乗ったが、番付外とは勝手が違い、どうしても勝つ事が出来ず、この日でついに全敗になってしまった。負けた事よりも相撲に対する心構えを生駒親方に叱責された嵐は売り言葉に買い言葉で部屋を飛び出す。しかしそれから間もなく、生駒親方が崩れた鉄骨の下敷きになり、事故現場に駆け付けた嵐は周囲の人間達と力を合わせ、親方を鉄骨から助け出そうとするが自分たちの力では重い鉄骨は持ち上がらない。そんな状況で一人の体格の良い学生が手助けを買って出る。嵐は彼と力を合わせ鉄骨を動かし、親方を助ける事に成功する。当時の嵐は知る由もないが、彼こそ高校相撲で三年間横綱を張った「醍醐 剛（だいご つよし）」その人であり、協力して鉄骨を持ち上げる際に、彼の眼を見た途端自身にもとてつもない力が入った事に驚愕する。結局生駒親方こと「生駒大助」はそのまま病院のベッドで亡くなるが、今際の際に生駒は嵐に、「土俵は小さいが、その中には地位、名誉、金など、お前の欲しいものは全て埋まっている。相撲取りは強くなれば、何だって土俵の中から掘り出せるんだから、欲しかったら強くなれ。」と遺言する。親方が亡くなった事で生駒部屋は解散、嵐と、同門の豆田川は生駒親方と懇意にしていた荒海親方の名門「荒海部屋」へ移籍する事になった。荒海部屋で嵐や豆田川が割り当てられた部屋は、嵐が千秋楽で敗れた黒岩のいる大部屋であった。件の取組で、わざと「待った」を掛けられるなどイライラさせられたあげく、勝ったとはいえ自身も嵐の粘りの影響で足を少し痛めたなどの経緯がある黒岩はそれを根に持ち、嵐たちの目覚まし時計を遅らせるなどの嫌がらせをする。また、荒海部屋で嵐は、力士とは思えない痩せ型でありながら、その卓越した技能で「横綱キラー」とも評される関脇・若軍鶏と出会い、体格にハンデのある自分が強くなるにはこの人から学ぶしかないと教えを請うが、嵐に「見込みがない」と揶揄されたかつての自分を見る若軍鶏には相手にされない。ほどなく高校横綱、醍醐が角界入りして荒海部屋に入門、荒海親方直々の提案で若軍鶏の付け人となり、身の回りを世話しながら若軍鶏の指導を受けるようになる。かつて彼の眼を見て凄い力を引き出された嵐は醍醐を宿命のライバルと見なして闘志を燃やすのだった。そうこうするうちに嵐と同部屋の黒岩のいじめはエスカレート、嵐の怒りは爆発して黒岩と大乱闘を起こしてしまい、それを目撃した荒海親方に黒岩ともども破門を言い渡されてしまった。しかし、単なるけんかでありながら破門という厳しい処分は、実は荒海親方の計らいであり、嵐と豆田川は親方の尽力で消滅を免れた生駒部屋に戻る。そこに帰郷するつもりで荒海部屋を出た黒岩が嵐に連れて来られ、自動車の整備業で部屋の経営を支える生駒親方の娘、直美を中心に、生駒部屋三羽烏として再スタートを切るのだった。

## 作中の時間軸
1972年春場所以前
- 嵐の村に大相撲の巡業が来る。飛び入り相撲で新弟子を倒した事で生駒親方から勧誘
- 一度は断ったが上京した際に生駒部屋を訪ね、当初は部屋経営と並行して行っている自動車修理工場に勤務。
- 試しに稽古をしてみて、正式に弟子入りを決める。
- 新弟子検査に合格[1]

1972年春場所
- 嵐、前相撲で初土俵。連勝で前相撲、本中を突破。

1972年夏場所
- 嵐、序ノ口に昇進も全敗。千秋楽から本編スタート。
- 嵐が部屋を飛び出した後に生駒親方も周囲に怒鳴り散らして部屋を飛び出す。その後トラックの衝突に巻き込まれ事故死。
- 幕内優勝は史実と違い北の富士[2]。
- 生駒部屋の解散（実際は荒海親方の尽力で部屋自体は残されている）に伴い嵐、豆田川は荒海部屋へ移籍。兄弟子の青大将（序二段）は廃業してプロレス入り。親方の娘直美は親戚を頼って北海道へ。
- 高校横綱の醍醐、荒海部屋入門。関脇若軍鶏の付き人になり指導を受け、初土俵前に「弾丸突進」を身に付ける。
- 嵐、移籍から10日ほどで同部屋の黒岩とケンカをして黒岩共々破門を言い渡される（実際は生駒部屋に帰すための方便）。直美が北海道から帰京。嵐、豆田川は生駒部屋復帰。同じく破門された黒岩、嵐によって生駒部屋へ連れて来られる。直美を中心に新生生駒部屋始動。

1972年名古屋場所
- 幕下付け出し確実とされていた醍醐、前相撲からの初土俵が決まる。
- 嵐、再び前相撲。醍醐には水入りの大相撲の末敗れるも、醍醐以外には勝ち続ける。醍醐と対戦して敗れた矢島、二日後に死去。醍醐の弾丸突進の影響かは不明も、マスコミには「殺人相撲」と揶揄される。
- 史実同様優勝は高見山。
- 場所終了後に東北地方の巡業。村の暴れ者「ゴロ熊」と、飛び入り相撲、続いて「地獄土俵」で対決。
- 巡業終了後、生駒部屋に、「滝 浩二[3]」が入門。

1972年秋場所
- 嵐、序ノ口復帰。場所中にフグ中毒にかかる。辛うじて勝ち越して序二段昇進。醍醐、弾丸突進を封印して連勝するも、嵐との一番では彼の気迫の前に無我夢中で弾丸突進を繰り出して嵐を吹っ飛ばして勝利。また、嵐がフグ中毒からの病み上がりでまともにぶつかり、飛ばされても何事もなかった事で、それまでされていた弾丸突進の禁じ手議論も消滅する。
- 序ノ口優勝は谷川部屋の雷光（全勝）。醍醐との直接対決では復活した弾丸突進を、必殺技の「ダイナマイト突っ張り」で粉砕し完勝。

1972年九州場所
- 醍醐、雷光、共に全勝で、嵐は1敗[4]で終盤の直接対決へ。まず醍醐と雷光が激突。それまでより遥かに威力を増した弾丸突進で醍醐が勝利。続いて嵐も、場所前の対雷光特訓の成果が実り雷光に勝利。幕内では史実同様琴桜が優勝。千秋楽に黒岩が醍醐の弾丸突進を奇策で封じて勝利。1敗同士で序二段優勝決定戦。二度の取り直しの末、土俵際に追い詰められた嵐は作品タイトルに因む櫓投げで醍醐に勝利。春日部屋[5]からのスカウトを断り生駒部屋で相撲を取り続ける事を宣言して終幕。

## 書誌情報
- ビッグ錠『やぐら嵐』永岡書店〈ナガオカコミックス〉、全5巻 - 初版にISBNはなし
  1. 1976年6月15日初版発行[6]
  2. 1976年6月15日初版発行[7]
  3. 1976年6月15日初版発行[8]
  4. 1976年6月15日初版発行[9]
  5. 1976年6月15日初版発行[10]